# Bathypluta
Bathypluta là một chi bướm đêm thuộc phân họ Tortricinae của họ Tortricidae.

## Các loài
- Bathypluta metoeca Diakonoff, 1950
- Bathypluta triphaenella (Snellen, 1903)